# Jørgen Jørgensen (żeglarz)
Jørgen Jørgensen (ur. jako: Jürgensen, w 1817 roku zmienił nazwisko na Jorgenson) (ur. 29 marca 1780 w Kopenhadze, zm. 20 stycznia 1841 w Hobart) – duński żeglarz, pirat, awanturnik. Przez dwa miesiące był dyktatorem na  Islandii

## Życiorys
Urodził się w Kopenhadze, stolicy Danii. Jego ojciec był zegarmistrzem w służbie królewskiej. Już jako 15-latek, po ukończeniu szkoły udał się na morze. W latach 1798–1806 zwiedził m.in. Południową Afrykę i Australię.
W 1807 roku powrócił do Danii, gdzie był świadkiem bitwy o Kopenhagę. Po bitwie wstąpił do duńskiej służby. Jako kapitan korsarskiego okrętu napadał na brytyjskie statki handlowe. W marcu 1808 roku Brytyjczycy schwytali go w pobliżu Scarborough i internowali jako jeńca wojennego. W 1809 roku, będąc na warunkowym zwolnieniu, udał się w podróż do Islandii jako tłumacz na brytyjskim statku Clarence.
Islandia była wówczas częścią Danii zarządzaną przez gubernatora. Jørgensen z pomocą załogi obalił gubernatora i ogłosił niepodległość wyspy, sam mianując się jej władcą („protektorem”). Ustanowił własną flagę, niebieską, przedstawiającą trzy suszone dorsze. Obiecał mieszkańcom wyspy szeroko zakrojone reformy. Niecałe dwa miesiące później ma wyspę przybył brytyjski okręt wojenny Talbot i zakończył jego panowanie. Jørgensen został aresztowany za ucieczkę z niewoli. Do historii Islandii, Jørgensen przeszedł jako Hundadagakonungur (Król Dni Psa), ponieważ rządził tylko w szczycie lata, tradycyjnie zwanym „psimi dniami”, zgodnie z faktem, że gwiazda Syriusz w gwiazdozbiorze Wielkiego Psa wschodzi wraz ze Słońcem.
Po powrocie do Londynu, był więziony za nielegalne opuszczenie Anglii. W 1811 roku został zwolniony z więzienia. Zamiłowanie do hazardu sprawiło jednak, że popadł w długi i znów trafił za kratki. Wtedy to, ze względu na umiejętności językowe został zwerbowany przez brytyjski wywiad. Podczas pracy w wywiadzie wiele podróżował po Francji i Niemczech jako szpieg. W tym czasie dobiegały końca wojny napoleońskie. Po powrocie do Anglii Jørgensen nadal pisał różne raporty, dokumenty i artykuły.
W 1820 roku został oskarżony o oszustwo i kradzież. Wyrok śmierci zmieniono na zesłanie do Australii. W 1826 roku przybył do obozu karnego na Tasmanii. Będąc zesłańcem, stał się jednocześnie badaczem tej wyspy. Opublikował wiele dzieł na temat natury i historii wyspy. Współpracował przy tym ze słynnym botanikiem Josephem Banksem. Pod koniec życia dołączył do szeregów kolonialnej policji. W 1831 roku ożenił się z jedną z zesłanych na Tasmanię kobiet.
W 1835 roku został oficjalnie ułaskawiony, jednak pozostał na Tasmanii. Zmarł w szpitalu kolonialnym 20 stycznia 1841 roku.